# مواد استخبارات القياس والتوقيع
مواد استخبارات القياس والتوقيع أو مواد ماسينت (MASINT) هي واحدة من ستة تخصصات رئيسية مقبولة عمومًا لتشكيل مجال استخبارات القياس والتوقيع، مع الأخذ بعين الاعتبار أن التخصصات الفرعية لماسينت قد تتداخل، وماسينت بحد ذاتها مكملة لمجموعة استخبارات وتخصصات تحليلية  أكثر تقليديةً مثل استخبارات الإشارات والاستخبارات التصويرية. تشمل ماسينت أنشطة جمع المعلومات الاستخبارية التي تجمع عناصر متباينة لا تتوافق مع تعريفات استخبارات الإشارات أو الاستخبارات التصويرية أو الاستخبارات البشرية.
وفقًا لوزارة الدفاع في الولايات المتحدة، فإن ماسينت استخبارات مشتقة بشكل تقني (باستثناء الاستخبارات التصويرية واستخبارات الإشارات التقليدية) تُنتج، عند جمعها ومعالجتها وتحليلها بواسطة أنظمة ماسينت متخصصة، استخباراتٍ تكتشف وتتعقب وتحدد وتصف التواقيع (الخصائص المميزة) للمصادر المستهدفة الثابتة أو المتحركة. اعتُرف بماسينت كنظام استخبارات رسمي في عام 1986. تعد استخبارات المواد واحدةً من التخصصات الرئيسية في ماسينت. وكما هو الحال في العديد من فروع ماسينت، قد تتداخل تقنيات محددة مع التخصصات المفاهيمية الست الرئيسية لماسينت والمحددة من قبل مركز دراسات وأبحاث ماسينت، الذي قسمها إلى التخصصات الكهروضوئية والنووية والجيوفيزيائية والرادار والمواد والترددات الراديوية.
تتضمن مواد ماسينت جمع العينات الغازية أو السائلة أو الصلبة ومعالجتها وتحليلها، وهو أمر مهم في الدفاع ضد التهديدات الكيميائية والبيولوجية والإشعاعية أو المواد الكيميائية البيولوجية النووية. ينبغي التمييز بينها وبين تخصص الاستخبارات التقنية الذي قد يتداخل مع هذا التخصص. لفهم هذا الاختلاف، نذكر أنه هناك طرق عديدة لفهم دافع سلاح العدو الجديد. يعمل محلل الاستخبارات التقنية على نموذج التُقط للسلاح، أو أجزاء منه على الأقل، للوصول إلى ذلك الفهم. وقد يُطلق محلل الاستخبارات التقنية النار من السلاح في نهاية المطاف، وذلك تحت ظروف خاضعة للرقابة.
في المقابل، يجمع محلل مواد ماسينت معلومات عن السلاح بشكل أساسي من خلال الاستشعار عن بعد الموجه إلى استخدام العدو للسلاح. قد يتعلم تحليل مواد ماسينت المزيد عن الطريقة التي يستخدم بها العدو السلاح فعليًا، في حين قد يتعلم محلل الاستخبارات التقنية المزيد عن تصنيع هذه الأسلحة وإمكانية صيانتها والمهارات اللازمة لاستخدامها.

## مواد ماسينت الكيميائية
هناك مجموعة واسعة من الأسباب لإجراء التحليل الكيميائي للمواد التي تتعرض لها قوى الفرد، وكذلك تعلم طبيعة وتأثير مجموعة واسعة من المواد الكيميائية التي تستخدمها الدول الأخرى.

### تحليل الذخيرة والمتفجرات والوقود الصاروخي
التحليل الكيميائي التقليدي، بالإضافة للتقنيات مثل التحليل الطيفي باستخدام الإثارة عن بعد بالليزر، هي أجزاء روتينية من استخبارات المواد، على النقيض من الاستخبارات التقنية التي تقيم إطلاق المادة.

### الحرب الكيماوية والأجهزة الكيميائية المرتجلة
منذ ظهور الحرب الكيماوية في الحرب العالمية الأولى، أصبح هناك متطلبات تشغيلية عاجلة للكشف عن الهجمات الكيميائية. اعتمدت الأساليب الأولى على التغيرات اللونية في الورق المعالج كيميائيًا، أو حتى على أساليب يدوية غير حساسة وتستغرق وقتًا أكبر.

## مواد ماسينت البيولوجية
في تحليل المواد الحديث، يمكن أن يُطمس الخط الفاصل بين الأساليب الكيميائية والبيولوجية، إذ إن الكيمياء المناعية، وهي مجال هام، تستخدم الكواشف التي أُنشئت بيولوجيًا للكشف عن المواد الكيميائية والبيولوجية. تعتمد الخصائص الأساسية للتقنية التي يمكن تكييفها للاستخدام الميداني، بعكس الطرق البطيئة وكثيفة العمالة مثل التعرّف بناءً على الزرع، على مسبار يميز الجزيئة أو المُستقبِل أو أي ميزة أخرى للكائن الحي ويتفاعل معها، ومحوّل منفصل يميز النتائج الإيجابية الواردة من المسبار ويزود المشغل بها. الجمع هو ما يحدد الوقت الذي يستغرقه التحليل ودرجة الحساسية والنوعية. الأنواع الرئيسية للأساليب المعتمدة على المسبار هي: الحمض النووي، الارتباط بين الجسم الضدي والمستضد والتفاعلات بين اللجين (الربيطة) والمستقبل. تتضمن التقنيات المعتمدة على المحول: الأنظمة الكهروكيميائية والكهرضغطية واللونية والضوئية.